# Antonia Schmitz
Antonia Schmitz (* 27. Februar 1984 in Anröchte-Altengeseke, Nordrhein-Westfalen) war Miss Germany 2005.

## Leben
Sie hat eine Berufsausbildung zur Hotelfachfrau in Bad Sassendorf abgeschlossen. Ihre Mutter ist Englisch- und Französisch-Lehrerin, ihr Vater ist Landwirt. Derzeit lebt sie in München.
Nachdem sie zur Miss Nordrhein-Westfalen gewählt worden war, nahm sie an den nationalen Misswahlen 2005 teil. Bei der am 29. Januar 2005 im Europa-Park in Rust ausgetragenen Entscheidung saßen in der Jury unter anderem Reiner Calmund, Berti Vogts, Hera Lind, Udo Lattek, Norbert Schramm und Holger Franke.